# Sudamericano Juvenil B de Rugby 2017
El Sudamericano Juvenil B de Rugby del 2017 fue la décima edición del torneo que anualmente fiscaliza Sudamérica Rugby. Como en el 2015 volvió a celebrarse en territorio colombiano y por segunda ocasión, Riohacha capital del departamento de La Guajira fue la ciudad encargada de organizar el certamen.
La novedad en esta edición es el regreso de Paraguay, el campeón ascendió a la zona “A” del rugby sudamericano y jugó el torneo en Brasil en noviembre. Por su parte, el segundo clasificado participó en julio en Miami, Estados Unidos, del Torneo Juvenil de Rugby Americas North.

## Equipos participantes
- Selección juvenil de rugby de Colombia (Tucanes M18)
- Selección juvenil de rugby de Perú (Tumis M18)
- Selección juvenil de rugby de Paraguay (Yacarés M18)
- Selección juvenil de rugby de Venezuela (Orquídeas M18)

## Posiciones
| Pos. | Equipo    | Encuentros | Encuentros | Encuentros | Encuentros | Tantos  | Tantos    | Tantos     | Puntos |
| Pos. | Equipo    | jugados    | ganados    | empatados  | perdidos   | a favor | en contra | diferencia | Puntos |
| ---- | --------- | ---------- | ---------- | ---------- | ---------- | ------- | --------- | ---------- | ------ |
| 1    | Paraguay  | 3          | 3          | 0          | 0          | 152     | 33        | + 119      | 9      |
| 2    | Colombia  | 3          | 2          | 0          | 1          | 148     | 21        | + 127      | 6      |
| 3    | Venezuela | 3          | 1          | 0          | 2          | 37      | 111       | - 74       | 3      |
| 4    | Perú      | 3          | 0          | 0          | 3          | 17      | 189       | - 172      | 0      |

Nota: Se otorgan 3 puntos al equipo que gane un partido, 1 al que empate y 0 al que pierda
|  | Campeón y clasifica a SJR A 2018 |

|  | Clasifica al RAN U19 2017 |

## Resultados

### Primera fecha
| 28 de mayo | Paraguay | 67 - 0  | Perú | Estadio Federico Serrano Soto, |  |
|            |          | Reporte |      |                                |  |

| 28 de mayo | Colombia | 30 - 0  | Venezuela | Estadio Federico Serrano Soto, |  |
|            |          | Reporte |           |                                |  |

### Segunda fecha
| 31 de mayo | Paraguay | 64 - 14 | Venezuela | Estadio Federico Serrano Soto, |  |
|            |          | Reporte |           |                                |  |

| 31 de mayo | Colombia | 99 - 0  | Perú | Estadio Federico Serrano Soto, |  |
|            |          | Reporte |      |                                |  |

### Tercera fecha
| 3 de junio | Perú | 17 - 23 | Venezuela | Estadio Federico Serrano Soto, |  |
|            |      | Reporte |           |                                |  |

| 3 de junio | Colombia | 19 - 21 | Paraguay | Estadio Federico Serrano Soto, |  |
|            |          | Reporte |          |                                |  |

| Bandera de Paraguay |
| Campeón Paraguay    |
| Segundo título      |